# Tamanqueiro
Raul Soares de Figueiredo, noto come Tamanqueiro (Lisbona, 22 gennaio 1903 – 3 dicembre 1941), è stato un calciatore portoghese, di ruolo centrocampista.

## Carriera
Ha esordito con la Nazionale portoghese nel 1925. Ha preso anche parte alle Olimpiadi del 1928.

## Palmarès

### Club

#### Competizioni nazionali
- Coppa del Portogallo: 1

Olhanense: 1924